# Joanne Froggatt

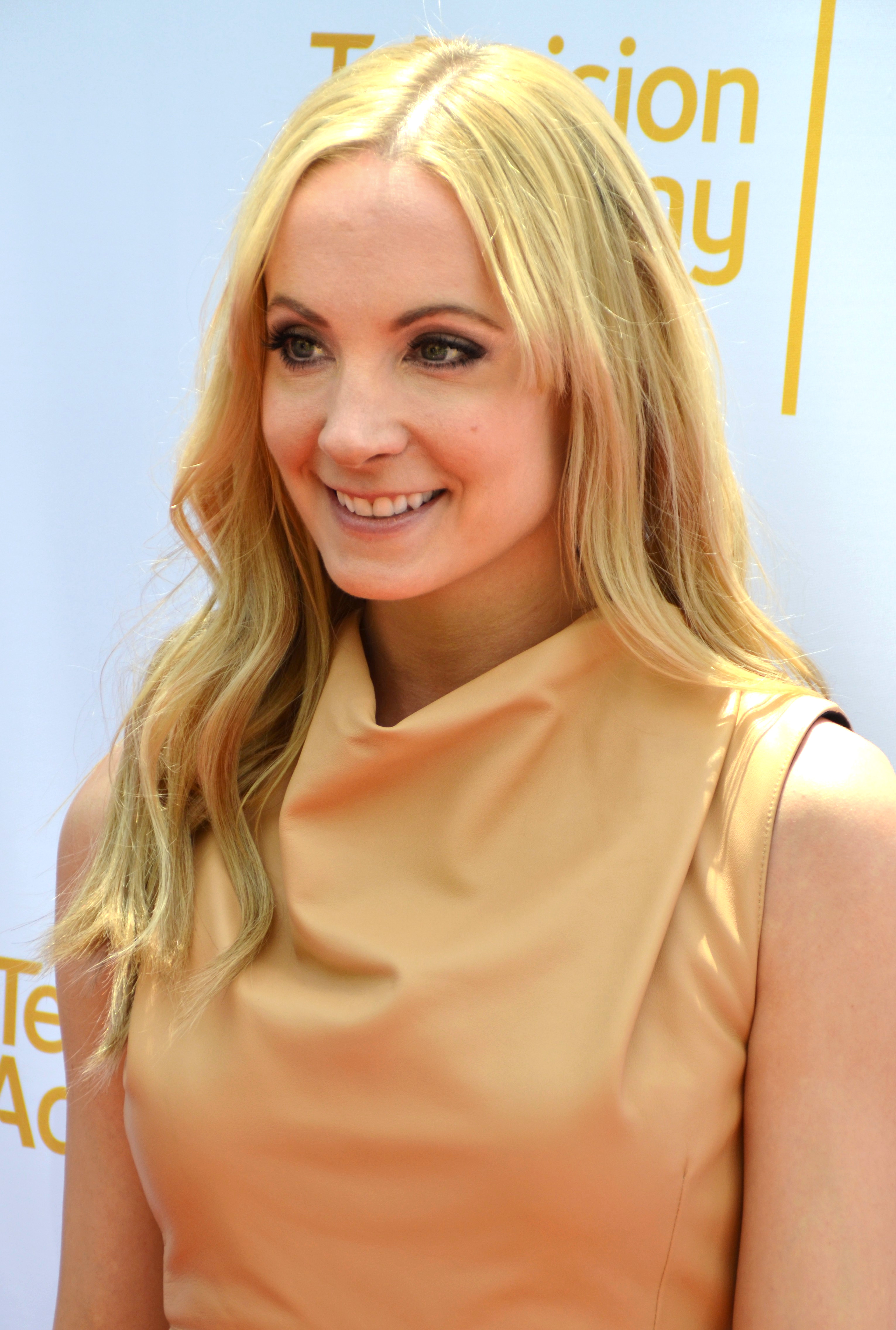
Joanne Froggatt (2014)

Joanne Froggatt (* 23. August  1980 in Littlebeck, North Yorkshire) ist eine britische Schauspielerin.

## Werdegang
Im Alter von 13 Jahren besuchte Joanne Froggatt eine Schauspielschule in Maidenhead, Berkshire und war auch Mitglied der „Rounders“ Jugendtheatergruppe an Alan Ayckbourns Stephen Joseph Theatre in Scarborough.
Ihr Schauspieldebüt gab Froggatt 1996 in der Rolle einer jugendlichen Prostituierten in der britischen Fernsehserie The Bill. Anscheinend unsicher über eine Schauspielkarriere begann sie in einem regulären Job in Scarborough, North Yorkshire, zu arbeiten. Just in diesem Moment wurde ihr ein Vorsprechen für die britische Endlosserie Coronation Street angeboten. Sie sprach vor und wurde für die Rolle der Zoe Tattersall angenommen. Diese Rolle besetzte sie von Mai 1997 bis Dezember 1998. Seither hatte sie Rollen in Fernsehserien wie zum Beispiel Heartbeat, Dinnerladies, Bad Girls und Nature Boy sowie in Fernsehfilmen wie Lorna Doone (2000) oder The Last Detective (2003). Für die Darstellung der Anna in Downton Abbey wurde sie 2012, 2014 und 2015 für einen Emmy nominiert und erhielt 2015 einen Golden Globe Award. 2016 war sie wieder für den Golden Globe für ihre Rolle in Downton Abbey nominiert.

## Privatleben
Am 13. Oktober 2012 heiratete Joanne Froggatt ihren langjährigen Lebensgefährten James Cannon. Das Paar lebte in Buckinghamshire. Nach acht Jahren Ehe trennte sich das Paar.

## Filmografie (Auswahl)
- 1996: The Bill (Fernsehserie)
- 1997–1999: Coronation Street (Fernsehserie)
- 1999: Bad Girls (Fernsehserie)
- 1999: Dinnerladies (Fernsehserie)
- 2000: Nature Boy (Fernsehminiserie)
- 2000: Other People’s Children (Fernsehserie)
- 2000: Lorna Doone (Fernsehfilm)
- 2001: A Touch of Frost (Fernsehserie)
- 2001: Casualty (Fernsehserie)
- 2002: Miranda
- 2002: Nice Guy Eddie (Fernsehserie)
- 2002: Paradise Heights (Fernsehserie)
- 2002: The Stretford Wives (Fernsehfilm)
- 2003: Red Cap (Fernsehserie)
- 2003: The Last Detective (Fernsehserie)
- 2003: Vor ihren Augen (Eyewitness, Fernsehfilm)
- 2004: Island at War (Fernsehminiserie)
- 2006: Missing (Fernsehfilm)
- 2006: Life on Mars – Gefangen in den 70ern (Life on Mars, Fernsehserie)
- 2006: See No Evil: The Moors Murders (Fernsehfilm)
- 2006: The Street (Fernsehserie)
- 2006: Rebus (Fernsehserie)
- 2007: Mord im Outback (Murder in the Outback, Fernsehfilm)
- 2008: Spooks: Code 9 (Fernsehserie)
- 2009: Moving On (Fernsehserie)
- 2009: Robin Hood (Fernsehserie)
- 2010: Identity (Fernsehserie)
- 2010: In Our Name
- 2010: The Royle Family (Fernsehserie)
- 2010–2015: Downton Abbey (Fernsehserie, 52 Episoden)
- 2013: Drecksau (Filth)
- 2013: Mr. May und das Flüstern der Ewigkeit (Still Life)
- 2016: Bob, der Streuner (A Street Cat Named Bob)
- 2017: Mary Shelley
- 2017–2020: Liar (Fernsehserie, 12 Episoden)
- 2019: The Commons (Fernsehserie, 8 Episoden)
- 2019: Downton Abbey
- 2022: Downton Abbey II: Eine neue Ära (Downton Abbey: A New Era)
- 2022: Last Light – Wenn die Welt dunkel wird (Last Light, Fernsehserie)
- 2023: North Shore – Tod in Sydney (North Shore, Fernsehserie)
- seit 2025: MobLand – Familie bis aufs Blut (MobLand, Fernsehserie)